# Cahir Castle
Cahir Castle is een van de grootste nog bestaande kastelen in Ierland. Het bevindt zich op een eiland in de rivier Suir. Het kasteel werd rond 1142 gebouwd door Conor O'Brien, prins van Thomond. De stenen sterkte bevindt zich in het centrum van Cahir in het graafschap Tipperary en is goed bewaard gebleven. Het is toegankelijk voor publiek.

## Geschiedenis
In 1375 werd het kasteel toegekend aan James Butler, die toen kort daarvoor benoemd was tot graaf van Thomond, vanwege zijn loyaliteit aan Eduard III. Zijn zoon James, de tweede graaf, gaf zijn bezit door aan zijn (bastaard)kinderen, die echter niet van adel waren. Dit veranderde in 1542 toen deze bastaardtak de titel baron van Cahir kreeg. Ondanks de afkomst van de befaamde Butlers, kozen ze in de Negenjarige Oorlog de kant van de rooms-katholieken.
In 1599 werd het kasteel na een drie daagse belegering ingenomen door Robert Devereux, graaf van Essex, en werd daarna onder leiding geplaatst van Charles Blount. De toenmalige heer van Cahir vluchtte naar graaf Tyrone in 1601 en werd onder tussen als een verrader bestempeld door de Engelsen. Later kreeg hij gratie en zijn bezittingen terug. In 1627 was het kasteel het toneel van een moord, door de schoonzoon van de baron van Cahir, genaamd Edward Butler, gepleegd op zijn neef James Prendergast. Dit vanwege een erfenis. Edward werd berecht maar kwam weg met een lichte straf. Tijdens de Ierse oorlogen (1641-1653) werd het kasteel twee maal belegerd. In 1647 gaf kasteelheer George Mathew zich over aan Murrough O'Brien. In 1650 gaf George zich opnieuw over aan Oliver Cromwell zonder enige weerstand.
In 1961 overleed de laatste heer van Cahir en kwam het kasteel in handen van de Ierse staat.
In  1981 werden de meeste gevechtsscènes voor de film Excalibur er opgenomen. Tussen 2006 en 2008 werden er in en om het kasteel opnames gemaakt voor de serie The Tudors.